# マッテオ・レンツィ
マッテオ・レンツィ（イタリア語: Matteo Renzi, イタリア語発音: [matˈtɛo ˈrɛntsi]、1975年1月11日 - ）は、イタリアの政治家。
閣僚評議会議長（首相、第63代）、民主党書記長（第5代）、フィレンツェ市長（1期）、フィレンツェ県知事（1期）を歴任した。

## 経歴

### 地方政治家

#### フィレンツェ県知事
フィレンツェ出身。フィレンツェ大学で法律を学んだ、在学中の1995年、ロマーノ・プロディの後援組織に関わったことで政治の世界に足を踏み入れた。1996年、キリスト教左派の政治家が再結党したイタリア人民党に入党、1999年にはフィレンツェ州党書記に選出された。
2002年、「マルゲリータ・民主主義とは自由」への合流に参加する。2004年、フィレンツェ県知事にマルゲリータの公認候補として出馬、中道左派の選挙連合「ルニオーネ」からの支持も受けて59％の得票で当選した。2007年、ルニオーネの諸政党が合流してイタリア民主党が結党されると、中道左派の派閥に参加した。

#### フィレンツェ市長
2009年、フィレンツェ市長選にイタリア民主党から出馬、中道右派連合が擁立したジョバンニ・ガッリを抑えて当選した。
市長に就任すると次々と改革を行った。市会議員の定員を半減させ、自治体関係の公用車を減らして歳出を削減した。一方で、公立学校の新設・改修に5100万ユーロ、社会福祉関連事業に2500万ユーロを投じ、幼稚園の待機児童を90％減らした。また、観光業を推進するために、市の歴史地区への一般車両乗入を禁止し、公衆無線LANスポットも500カ所設置した。これによって、年間800万人の観光客を呼び込み、新規雇用の創出にも力を入れた。直接的に市歳入を増やすため、歴史的な施設・広場を企業イベントや結婚式のために有料で貸し出したが、これは周辺住民からの反発もあり議論を巻き起こした。

### 民主党書記長
2012年、指導部の若返りを掲げて党書記長選挙に出馬するが39％の得票に留まり、イタリア共産党時代からのキャリアを持つベテラン政治家のピエル・ルイジ・ベルサーニに敗北した。
ベルサーニは中道右派連合の諸政党が合流した自由の人民と協議を重ね、ジョルジョ・ナポリターノ（元イタリア共産党）に代わる大統領としてフランコ・マリーニ元上院議長を擁立したが、レンツィは不支持の意向を表明した。マリーニを「カリスマ性も国際的評価もない前世紀からの候補者」と批判、妥協的な人事に対して議会内にいる自派50名はマリーニの大統領就任案に投票しないと述べた。結局、再選を固辞していたナポリターノが大統領を続投する事となり、混乱の責任を採ってベルサーニは党書記長を辞任した。
2013年、同年の党書記長選挙に出馬。ポピュリズムの台頭や大連立政権などの混乱した政局に対して清新な中道政治の復活を掲げ、68％を獲得して書記長に選出された。

### 首相
2014年2月14日、大連立政権を率いるエンリコ・レッタ首相（民主党所属）が改革を進められていないとして、党役員会で首相辞職を勧告。レッタはレンツィとの会談後に辞表を提出した。2月17日、ナポリターノ大統領より後任の首相に指名され、わずか2カ月足らずの間にフィレンツェ市長から首相へと上り詰めた。2月22日、組閣作業を完了させて正式にレンツィ内閣が発足した。閣僚ポストを21から16に減らし、そのうち8つは女性が就任した。
39歳での首相就任はベニート・ムッソリーニの記録を抜いてイタリア史上最年少となる。レンツィは重要な改革を毎月１つずつ実行すると約束し、経済の抜本的改革を進める構えを見せた。また、議会で「イタリアは単なる美しい観光地であってはならない」と訴えた。また首相就任後初の外遊先として、ブリュッセル（EU本部がある）でもアメリカでもなくチュニジアを選んで内外を驚かせた。ヨーロッパ連合では、ドイツ首相 アンゲラ・メルケルの政策に反対する首脳たちの中心的な存在となった。
2014年、欧州議会議員選挙で民主党が41％の得票で大勝した。他のEU諸国ではEU懐疑派や反体制の政党が大勝していたが、イタリアはこの潮流に逆らう結果となった。また、それまで選挙を経ていなかったレンツィへの国民の信任が初めて示されたとされた。同年3月、内閣は国の首脳たちのために使われていた マセラティ・ジャガー・BMW・アルファロメオ など1500台の高級車を競売にかけた。そのうち170台はeBayを通じて直ちに売れた。
2015年1月31日、大統領選挙の第4回投票において自らの支持するマッタレラを大統領に当選させた。同年8月には初来日している。

#### 退陣
首相としては左派ながら自由主義的な経済改革を進め、労働市場改革などで企業の業績を向上させていたが、貧富の格差も広がって労働者層の離反を招いている。また上院の廃止など性急な改革を推進し、手法が「民主的ではなく独裁的」としてリベラル勢力からも批判されており、独善的な行動から徐々に政界で孤立を深めた。
元老院（イタリア議会の上院に相当）や地方政府の持つ権限の削減を提唱し、そのための憲法改正を問う国民投票を2016年12月4日に規定した。この際に、退路を断つ為に改正案が否決されれば首相を辞任するとしたため、この国民投票がレンツィに対する信任投票となった。当初から各種世論調査では反対派が圧倒的に優勢であり、党内でもレンツィに反対する政治家が倒閣運動を行った。
2016年12月4日、国民投票の結果で憲法改正案は大差で否決される見通しとなった。同年12月7日、マッタレッラ大統領に辞表を提出して首相を辞任、党書記長からも退いた。辞任の際には権力に固執せず、潔く政治家から身を引くとして政界引退を表明した。

### 書記長復帰と再退任
2017年2月19日、前言をあっさり翻して政界復帰と書記長への返り咲きを目指す意向を発表、3月7日に書記長へ再選されたものの身勝手な言動に党内で反発が広がった。政敵であるピエル・ルイジ・ベルサーニら憲法改正に反対した民主党議員が離党して新たに「憲法第1条・民主進歩主義運動」を結党、結党から十年目にして民主党は分裂した。
2018年3月12日、総選挙でレンツィ率いる中道左派連合は上下両院で議席の半数を失う歴史的大敗を喫し、同盟・五つ星運動という左右ポピュリズムの大連立政権を前に野党へ転落した。同年3月7日、選挙敗北の責任を取って再度の書記長辞任を表明した。その後は暫く中道派の議員の一人として、極左勢力やポピュリズムに理解を示すニコラ・ジンガレッティ書記長への批判を続けている。同盟と五つ星運動の対立でコンテ政権が退陣に追い込まれたのに対し、民主党と五つ星運動が連立して第2次コンテ政権を擁立する動きが起きた事に強く反発している。

### イタリア・ヴィヴァ
第2次コンテ政権発足直後の2019年3月29日、民主党からの離党と新党結成を宣言。引き続きコンテ政権を支えると表明したが、政権内からは批判の声が上がった。その後、イタリア・ヴィヴァを結党した。
2020年の新型コロナウイルス感染症拡大の局面では、欧州連合の資金を活用しての復興政策をめぐって、投資を重視していないと政府案を批判するなどコンテとの対立が生じるようようになった。2021年1月13日にレンツィは連立政権からの離脱を表明し内閣から閣僚を引き上げ、コンテ内閣は少数与党に転落した。レンツィは、下院に提出されたコンテ内閣の信任決議案は否決されるだろうとの見通しを示していたが、世論の支持は得られずIVの支持率は低迷。18日から19日にかけて上下両院で行われた信任投票の採決でもIV所属議員が棄権や欠席に回ったこともあって信任決議は可決され、レンツィの倒閣運動は失敗に終わった。とはいえ少数与党で政権運営が苦しい状況は変わらず、1月25日にはコンテは首相を辞任する見通しと伝えられた。

## 人物
高校教師であるアニェーゼ・ランディーニ夫人との間に、3人の子供がいる。
演説が上手く、メディア戦略によって民衆の心をつかむのに長けている。一方で、ベテラン政治家たちを「老害」と呼んで排除するなど党に不協和音を生み出しており、マスコミからは「壊し屋」と呼ばれている。
神を引き合いに出すことを好んでいる。友人の話によると、レンツィは教会の神父に「マッテオ、確かに神はおられる。だが君ではない。肩の力を抜きなさい」と諭された。
2014年時点で90万人以上のフォロワーがいる「Twitter中毒者」。ナポリターノ大統領から首相に指名された2分後には、「行くぞ、行くぞ!」と興奮気味のツイートをした。朝6時40分に首相官邸の写真付きで、「政府の緊急案件を処理中。#おはよう」とツイートしたこともある。
猛烈な仕事人間である。側近たちは、レンツィを3分以上座らせておくのに苦労している。朝早くから仕事をしており、寝るのは午前2時で、日曜日も仕事をしている。
アメリカの政治モデルを評価している。民主党書記長選に出馬したときは、国中を車で回るというアメリカを真似た選挙活動を行った。敬愛する政治家は元イギリス首相のトニー・ブレアとアメリカ大統領のバラク・オバマ。
一方、イタリア国内ではムッソリーニとレンツィを同一視する批判もある。これはリベラルな中道左派を自認しているにもかかわらず、議会運営が性急かつ強権的な為である。レンツィは比例代表制について過半数を得る政党がなければ再選挙を行い、「その場合は第一党かつ40%以上を得票した政党に過半数を与える」とした選挙法改正を行い、さらに憲法改正による実質的な一院制への移行を推し進めている。これはムッソリーニが独裁の過程で実施した改革と類似しており、若くして首相となった点も同じである。